# Serixiophytoecia vitticollis
Serixiophytoecia vitticollis – gatunek chrząszcza z rodziny kózkowatych i podrodziny zgrzypikowych. Jedyny przedstawiciel rodzaju Serixiophytoecia.

## Zasięg występowania
Gatunek ten występuje na Borneo.